# 巴特菲爾德帕克 (新墨西哥州)
巴特菲爾德帕克（英語：Butterfield Park）是位於美國新墨西哥州唐娜安娜縣的普查規定居民點。

## 人口
根據2020年美國人口普查的數據，巴特菲爾德帕克的面積為1.16平方千米，皆為陸地。當地共有人口794人，而人口密度為每平方千米684.48人。